# تتسو هامورو
تتسو هامورو (انگلیسی: Tetsuo Hamuro؛ ۷ سپتامبر ۱۹۱۷ – ۳۰ اکتبر ۲۰۰۵) یک شناگر اهل ژاپن بود.
از افتخارات وی می‌توان به کسب مدال طلا شنای ۲۰۰ متر قورباغه در بازی‌های المپیک تابستانی ۱۹۳۶ اشاره کرد.